# Wladimir Belli
Pour les articles homonymes, voir Belli.
Wladimir Belli est un coureur cycliste italien né le 25 juillet 1970 à Sorengo (en Suisse). Sa carrière professionnelle commence en juillet 1992 et se termine en 2007.

## Biographie
Lors de la saison 2000, il participe en juin au Tour de Suisse. Lors de la 3e étape, il rejoint avec cinq autres coureurs le Néerlandais Michael Boogerd (Rabobank), puis place une attaque dans le dernier kilomètre. Il franchit alors la ligne d'arrivée tracée dans la ville de Fribourg en tête, trois secondes devant le Suisse Marcel Strauss (Post Swiss) et son compatriote Stefano Garzelli (Mercatone Uno-Albacom). Il y remporte à cette occasion sa première victoire de la saison.

## Palmarès

### Palmarès amateur
- 1990
  - Classement général du Baby Giro
  - Cronoscalata Gardone Val Trompia-Prati di Caregno
  - Gran Premio Capodarco
  - 3e du Trofeo Gianfranco Bianchin
  - 3e du Tour de la Vallée d'Aoste
- 1991
  - 4e étape du Tour du Hainaut
  - Tour de la Vallée d'Aoste :
    - Classement général
    - 3e étape

  - Prologue du Tour du Chili
  - Coppa Fiera di Mercatale
  - 2e du Giro del Belvedere
  - 3e de la Freccia dei Vini
  - 3e de la Semaine cycliste lombarde
  - 6e du championnat du monde sur route amateurs

### Palmarès professionnel
| - 1993 - 3e du Trophée Melinda - 1994 - Semaine cycliste lombarde : - Classement général - 3e, 7e et 9e étapes - 3e du Grand Prix de l'industrie et du commerce de Prato - 1995 - 2e du Trofeo dello Scalatore - 3e du Tour des Apennins - 1996 - Tour des Apennins - Classement général du Tour du Trentin - 2e du Tour de Murcie - 3e du Tour méditerranéen - 1997 - 5e étape du Tour du Portugal - 2e du Trophée Melinda - 2e du Tour du Portugal - 6e du Tour d'Italie - 9e du Tour de Lombardie - 1998 - 6e étape du Tour du Portugal - 3e du Tour de Suisse - 1999 - 3e étape du Grand Prix du Midi libre (contre-la-montre) - 2e du Tour de la Communauté valencienne - 2e du Tour du Pays basque - 3e du Tour méditerranéen - 3e de la Semaine catalane - 3e du Tour de Romandie - 3e du Critérium du Dauphiné libéré - 8e de Paris-Nice - 9e du Tour de France | - 2000 - 2e étape du Tour de Suisse - Grand Prix de la ville de Camaiore - 2e du Memorial Cecchi Gori - 3e du Tour de Suisse - 4e de Liège-Bastogne-Liège - 7e du Tour d'Italie - 10e du Tour de Romandie - 2001 - 3e du Tour de Romandie - 3e du Tour de Suisse - 4e de la Classique de Saint-Sébastien - 8e du Tour de Lombardie - 2003 - 3e du Tour de Ligurie - 2004 - 1re étape du Tour de Langkawi (contre-la-montre par équipes) - 7e du Tour d'Italie |  |

## Classements sur les grands tours

### Tour d'Italie
13 participations
- 1993 : 13e
- 1994 : 12e
- 1995 : abandon (8e étape)
- 1996 : 36e
- 1997 : 6e
- 1998 : 25e
- 2000 : 7e
- 2001 : exclusion (à la suite d'un coup de poing à un spectateur)
- 2002 : non-partant (16e étape)
- 2003 : 11e
- 2004 : 7e
- 2005 : 24e
- 2006 : abandon (20e étape)

### Tour de France
5 participations
- 1995 : abandon (15e étape)
- 1996 : 68e
- 1999 : 9e
- 2001 : 24e
- 2002 : 45e

### Tour d'Espagne
4 participations
- 1997 : abandon (7e étape)
- 1999 : abandon (12e étape)
- 2000 : 12e
- 2003 : non-partant (16e étape)